# Tarring Neville
Tarring Neville – wieś w Anglii, w hrabstwie East Sussex, w dystrykcie Lewes. Leży 78 km na południe od Londynu. Miejscowość liczy 36 mieszkańców.